# La Passione
La Passione – album Chrisa Rei, wydany w listopadzie 1996 roku, zawierający ścieżką dźwiękową do filmu o tym samym tytule. Autorem scenariusza i producentem filmu był również Chris Rea.

## Lista utworów
1. „La Passione” (Film Theme) – 4:55
2. „Dov'è II Signore?” – 6:04 (vocal Thobias Draper)
3. „Shirley do You Own a Ferrari?” – 4:43 (vocal Chris Rea & Shirley Bassey)
4. „Girl in a Sports Car” – 5:16
5. „When the Grey Skies Turn to Blue” – 3:43
6. „Horses” – 3:05
7. „Olive Oil” – 4:26
8. „Only to Fly” – 5:42
9. „You Must Follow” – 5:29
10. „'Disco’ la Passione” – 4:57 (vocal Shirley Bassey)
11. „Dov'è II Signore? Pt. 2" – 2:31
12. „Le Mans” – 3:59